# Admir Ljevaković
Admir Ljevaković o Ljevakovič (Tešanj, 7 agosto 1984) è un allenatore di calcio ed ex calciatore bosniaco, di ruolo centrocampista, attuale vice-allenatore del Teplice B.

## Caratteristiche tecniche
Giocava da mediano.

## Palmarès

### Club

#### Competizioni nazionali
- Coppa della Repubblica Ceca: 1

Teplice: 2008-2009